# Luka Dunav Pančevo
Luka Dunav Pančevo (code BELEX : LKDN) est une entreprise serbe qui a son siège social à Pančevo, dans la province de Voïvodine. Elle travaille dans les secteurs des transports et de la logistique.
En serbe, luka dunav signifie « Port Danube ».

## Historique
Luka Dunav Pančevo a été admise au marché non réglementé de la Bourse de Belgrade le 11 janvier 2007.

## Activités
Luka Dunav gère le transport, notamment par camions, lié à l'activité du port de Pančevo, sur le Danube. Elle assure le transbordement des marchandises entre les transports ferroviaire et routier et le transport fluvial, le chargement et le déchargement de conteneurs, le stockage et la pesée de marchandises. Elle propose également des services de transport de fret ou encore la fabrication ou la vente de matériaux de construction.

## Données boursières
Le 29 mars 2013, l'action de Luka Dunav Pančevo valait 1 600 RSD (14,32 EUR). Elle a connu son cours le plus élevé, soit 23 900 RSD (214,04 EUR), le 19 avril 2007 et son cours le plus bas, soit 1 000 RSD (8,95 EUR), le 18 avril 2003.
Le capital de Luka Dunav Pančevo est détenu à hauteur de 92,18 % par des entités juridiques, dont 32,94 % par Inter Expo d.o.o. (en faillite), 24,37 % par Enigma International et 23,97 % par City Port d.o.o..